# Phi Nguyen (pokerspeler)
Hung 'Phi' Nguyen is een Amerikaans professioneel pokerspeler van Vietnamese afkomst. Hij won onder meer het $2.500 No Limit Hold'em-toernooi van de World Series of Poker 2003 en het $1.500 No-Limit Hold'em Shootout-toernooi van de World Series of Poker 2004. Nguyen won tot en met juni 2015 meer dan $1.850.000,- in pokertoernooien (cashgames niet meegerekend).

## Wapenfeiten
Nguyen begon eind 1994 met het opstrijken van prijzengeld in Amerikaanse pokertoernooien. Dat resultaarde in 1998 in zijn eerste toernooizege, het $100 Omaha Hi/Lo-onderdeel van de Poker Challenge Week 1998 in Compton. Nguyen speelde zich voor het eerst in het prijzengeld op de World Series of Poker (WSOP) in de editie van 2001. Hij werd er tiende in het $2.000 Texas Hold'em (limit)-toernooi en negende met $3.000 Texas Hold'em (limit). Twee jaar later won hij zijn eerste WSOP-titel.
Op de World Series of Poker 2004 won Nguyen voor de tweede keer een WSOP-toernooi en twee dagen later bijna ook meteen zijn derde. Antonio Esfandiari verwees hem toen naar de tweede plaats in het $2.000 Pot Limit Hold'em-toernooi, nadat hij aan de finaletafel wel onder meer Phil Hellmuth en Chris Ferguson overleefde.
Het $5.000 No Limit Hold'em Main Event van Legends of Poker in Los Angeles was in september 2003 het eerste toernooi van de World Poker Tour (WPT) waarop Nguyen tot de prijswinnaars behoorde. Zijn achtste plaats was goed voor $30.800,-. Tot en met juli 2006 cashte hij op nog vijf WPT-toernooien.

## Titels
Nguyen won ook verschillende toernooien die niet tot de WSOP of WPT behoren, zoals:
- het $100 Limit Hold'em-toernooi van Big Poker Oktober 2001 in Los Angeles ($9.225,-)
- het $300 Limit Hold'em-toernooi van de Tom McEvoy Poker Spectacular 2001 in Inglewood ($29.100,-)
- het $100 No Limit Hold'em-toernooi van Winnin' o' the Green 2002 in Los Angeles ($18.750,-)
- het $200 No Limit Hold'em-toernooi van de Poker Derby 2004 in Inglewood ($25.360,-)
- het $300 No Limit Hold'em-toernooi van Legends of Poker 2004 in Los Angeles ($52.945,-)

## WSOP-titels
| Jaar                       | Toernooi                         | Prijs      |
| -------------------------- | -------------------------------- | ---------- |
| World Series of Poker 2003 | $2.500 No Limit Hold'em          | $222.800,- |
| World Series of Poker 2004 | $1.500 No-Limit Hold'em Shootout | $180.000,- |